# Poprawka terenowa
Poprawka terenowa – zazwyczaj pierwszy etap podczas opracowania wyników pomierzonego przyspieszenia siły ciężkości.
Poprawka terenowa ma na celu obliczeniowe „wyrównanie” terenu wokół stanowiska pomiarowego w taki sposób, aby poprawiona wartość przyspieszenia odnosiła się do terenu płaskiego. Nadmiar masy po jednej stronie stanowiska, jak i jej niedobór po drugiej stronie powoduje zmniejszenie wartości pomierzonego przyspieszenia. Ponieważ nie jest możliwe opisanie terenu oraz rozkładu gęstości w sposób matematyczny, poprawkę tę obliczamy dzieląc teren na koncentryczne walce, a następnie sumujemy przyciąganie tzw. segmentów.
Wzór na poprawkę terenową:
{\displaystyle \delta g_{i}={\frac {0{,}0419}{n}}\sigma \sum \limits _{j}^{n}\sum \limits _{i}^{k}\left(r_{i+1}-r_{i}-{\sqrt {r_{i+1}^{2}+H_{ij}^{2}+{\sqrt {r_{i}^{2}}}+H_{ij}^{2}}}\right),}
gdzie:
{\displaystyle \delta g_{i}} – wartość poprawki wyrażona w miligalach,
{\displaystyle \sigma } – gęstość segmentu,
{\displaystyle n} – liczba sektorów,
{\displaystyle k} – liczba koncentryczntch stref,
{\displaystyle H} – średnia wysokość sektorów.
Poprawkę oblicza się w odległości kilkunastu do 30 km od stanowiska.